# Li Bai
Li Bai eller Li Po (701 – 762) var en kinesisk digter. Han og Du Fu betragtes som Kinas største digtere.
- Portræt af Li Bai
- Li Bai, malet af Liang Kai
- Et digt fra Li Bais hånd